# Kortman & Schulte
Kortman & Schulte was een bedrijf dat huishoudelijke wasmiddelen vervaardigde. De firma werd in 1965 overgenomen door Koninklijke Zwanenberg Organon. Kortman & Schulte was het eerste Nederlandse bedrijf dat kristalsoda produceerde. Daarnaast maakte het azijnzuur, zachte zeep en zeeppoeder, jodium, salpeter, glycerine en veevoer. Het werd in de jaren vijftig bekend van onder meer de wasmiddelen Driehoek en Biotex.

## Geschiedenis

### Beginjaren

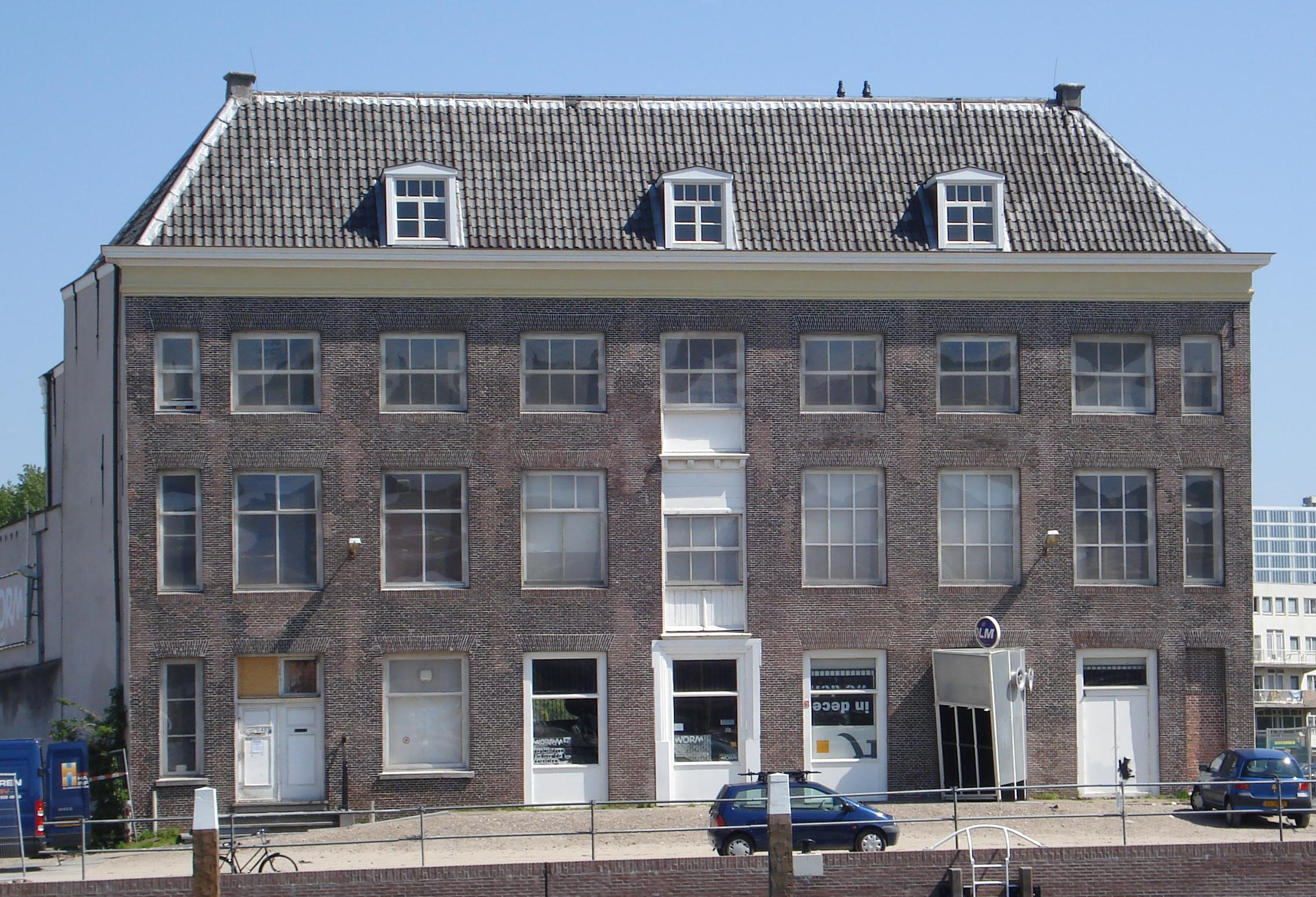
Pand Groot Holland aan de Achterhaven in Delfshaven (2009)

Kortman & Schulte ontstond in 1886 uit een samenwerking tussen de Duitse chemicus Herman Schulte en de Rotterdamse koopman Constant Kortman. Zij richtten in Rotterdam een fabriekje op voor chemicaliën en soda. Deze soda (Na2CO3) werd uit geïmporteerde ammoniaksoda vervaardigd door dit op te lossen en te laten kristalliseren. Ook werd uit zwaveligzuur (H2SO3) een vleesconserveringsmiddel vervaardigd. De fabriek verhuisde in 1888 naar een historisch pand te Delfshaven. Dit was het pand Groot Holland uit 1672 aan de Buizenwaal, waar voorheen de Vereenigde Oostindische Compagnie haar schepen uitrustte.
Tegen het einde van de 19e eeuw begon het bedrijf ballastwater te verwerken van schepen die chilisalpeter aanvoerden. Hieruit kon salpeterzuur (HNO3) en jodium worden gewonnen. De introductie van het stoomschip maakte het transport echter sneller, waardoor geen jodium meer in het ballastwater condenseerde, en juist aan het jodium werd veel geld verdiend.

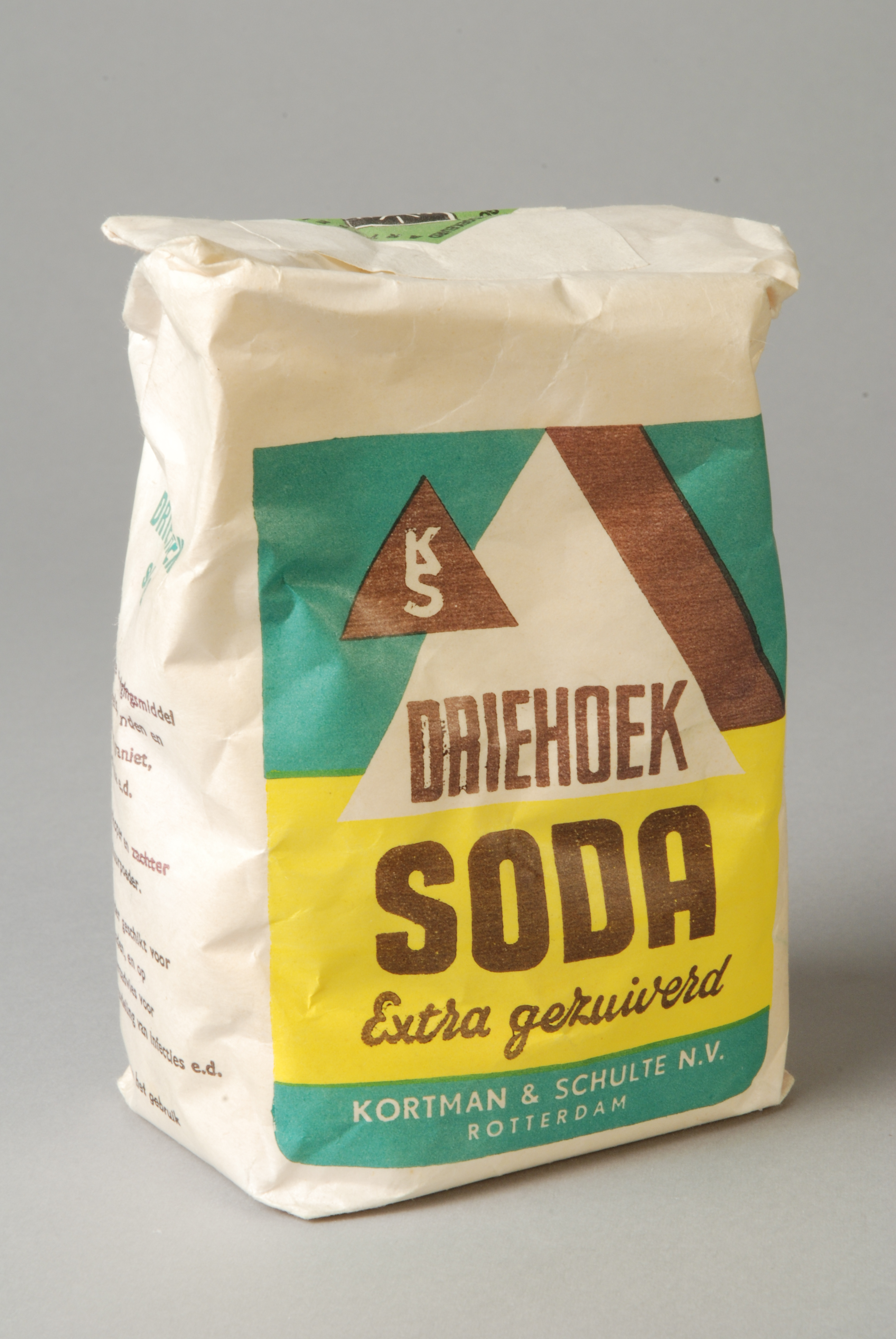
Driehoek Soda (1950–1970)

### Zachte zeep
Het bedrijf ging vervolgens zeeppoeder produceren onder de namen Kroon voor de was en Driehoek. Vervolgens werd, in 1898, ook zachte zeep op de markt gebracht. De grondstoffen: lijnolie, hars, talg, en gebleekte palmolie werden ingekocht, maar plantaardige oliën werden in eigen beheer gesplitst in vetzuren en glycerine. De zachte zeep was in vaatjes verpakt, en sinds 1930 ook in kartonnen potten. Direct na de Tweede Wereldoorlog nam de omzet toe, omdat er geen alternatieven voorhanden waren.
Toen men de glycerine ook kon ontkleuren, werd het ook geleverd aan de tabaks-, de cellofaan- en de textielindustrie.
De introductie van de wasmachine omstreeks 1950, ging gepaard met het uitbrengen van een nieuwe zeep, 'Drietex' geheten.

### Biotex
Toen de eerste synthetische waspoeders in de jaren zestig opkwamen, bracht Kortman & Schulte in 1963 het op enzymen gebaseerde wasmiddel Biotex op de markt, dankzij de licentie van een Zwitsers bedrijf. Dit bleek een succes te zijn, en er werd te Overschie een speciale Biotex-fabriek bijgebouwd. Dit succes maakte Kortman & Schulte ook tot een ideale overnamekandidaat: Het bedrijf werd in 1965 overgenomen door Koninklijke Zwanenberg Organon.

### Het einde
Het bedrijf kwam, via de fusies die uiteindelijk tot AKZO zouden leiden, terecht bij Koninklijke Zout Organon, dat in 1968 ook Dobbelman, een wasmiddelenfabrikant in Nijmegen, opkocht. Een jaar later fuseerde KZO met AKU tot AKZO. De activiteiten van Kortman & Schulte, Dobbelman, en verder ook Loda uit Breda en het Deense bedrijf Blumøller werden samengevoegd. Het bedrijf van Kortman & Schulte werd opgesplitst. De Groep Huishoudelijke Producten nam onder meer de productie van Biotex over. Dit werd voortaan in de Dobbelmanfabrieken te Nijmegen geproduceerd. Dit bedrijf werd nu 'Kortman Nederland B.V.' genoemd. Diverse reorganisaties deden de werkgelegenheid hier sterk teruglopen. Het bedrijf werd uiteindelijk door AKZO verkocht aan Sara Lee-Douwe Egberts, dat uiteindelijk de productie vanuit Nijmegen naar Denemarken overhevelde.
De fabriek in Delfshaven kwam terecht bij de Groep Chemie, en fungeerde enkel nog als glycerinefabriek op basis van vetten en palmolie. Toen de verwerking van palmolie naar Maleisië werd overgeplaatst, werd ook de Delfshavense fabriek in 1996 gesloten.
Slechts het pand 'Groot Holland' heeft alle ontwikkelingen doorstaan.